# Densidad numérica
En física, astronomía, química, biología y geografía, la densidad numérica (símbolo: n) es una cantidad intensiva utilizada para describir el grado de concentración de objetos contables (partículas elementales, moléculas, fonones, células, galaxias, etc.) en el espacio físico: densidad numérica volumétrica tridimensional, densidad numérica superficial bidimensional o densidad numérica lineal unidimensional. La densidad de población es un ejemplo de una densidad numérica superficial. El término concentración numérica (símbolo: C) es utilizado a veces en química para la misma cantidad, en particular cuando se compara con otras concentraciones.

## Definición
La densidad numérica volumétrica es el número de objetos específicos por unidad de volumen:
{\displaystyle n={\frac {N}{V}}} ,
donde
N es el número total de objetos en un volumen V.
Aquí se está suponiendo que N es lo suficientemente grande, de tal forma que al redondear el conteo al entero más próximo no se introduce gran cantidad de error. Sin embargo V se escoge de tal manera que sea lo suficientemente pequeña para que el valor resultante de n no dependa demasiado del tamaño o la forma del volumen V.

## Unidades
En el Sistema Internacional de Unidades, la densidad numérica está medida en m−3, aunque también se usa comúnmente cm−3. Sin embargo, estas unidades no son muy prácticas cuando se trabaja con átomos o moléculas de gases, líquidos o sólidos a temperatura ambiente y presión atmosférica, ya que los números resultantes son demasiado grandes (del orden de 1020). Usando la densidad numérica de un gas ideal a 0 °C y 1 atm como base: se introduce 1 amagat = 2.6867774×1025 m−3 (igual a la constante de Loschmidt) como unidad de densidad numérica, para cualquier sustancia en cualquier condición (no necesariamente limitada a un gas ideal a 0 °C y 1 atm).

## Uso
Usando la densidad numérica como función de las coordenadas espaciales, el número total de objetos N en todo el volumen V se puede calcular como
{\displaystyle N=\iiint _{V}n(x,y,z)\;dV} ,
donde
dV = dx dy dz es un elemento de volumen. Si cada objeto posee la misma masa m0, la masa total m de todos los objetos en el volumen V puede expresarse como
{\displaystyle m=\iiint _{V}m_{0}\,n(x,y,z)\;dV} .
Expresiones similares son válidas para la carga eléctrica o cualquier otra cantidad extensiva asociada con objetos contables. Por ejemplo, al reemplazar m → q (carga total) y m0 → q0 (carga de cada objeto) en la ecuación anterior, se obtiene la expresión correcta para la carga.
La densidad numérica de moléculas disueltas en un disolvente se llama a veces concentración. Sin embargo, usualmente la concentración se expresa como el número de moles por unidad de volumen (por lo que se le llama concentración molar).

## Relación con otras cantidades

### Concentración molar
Para cualquier sustancia, la densidad numérica n (en unidades de m−3) puede expresarse en términos de su concentración molar c (en unidades de mol/m³) como:
{\displaystyle n=N_{\rm {A}}\,c},
donde NA es la constante de Avogadro ≈ 6,022 × 1023 mol−1. Esto es válido incluso si la unidad de dimensión espacial, metro, es remplazada por otra unidad de dimensión espacial de forma consistente tanto en n como en c. Por ejemplo, es válido si n está en unidades de cm³ y c en unidades de mol/cm³, o si n está en unidades de L−1 y c en unidades de mol/L, etc.

### Densidad de masa
Para átomos o moléculas con una masa molecular bien definida, M (en unidades de kg/mol), la densidad numérica puede expresarse en términos de la densidad de masa ρ (en unidades de kg/m³) como
{\displaystyle n={\frac {N_{\rm {A}}}{M}}\rho } .
Nótese que el cociente M/NA es la masa de un solo átomo o molécula, en unidades de kg.

## Ejemplos
La siguiente tabla lista ejemplos comunes de densidades numéricas a 1 atm y 20 °C, excepto donde se indique lo contrario.
| Material  | Densidad numérica (n)    | Densidad numérica (n) | Concentración molar (c) | Densidad (ρ)          | Masa molar (M)           |
| --------- | ------------------------ | --------------------- | ----------------------- | --------------------- | ------------------------ |
| Unidades  | (1027 m−3) o (1021 cm−3) | (amagat)              | (103 mol/m³) o (mol/L)  | (103 kg/m³) o (g/cm³) | (10−3 kg/mol) or (g/mol) |
| gas ideal | 0.02504                  | 0.932                 | 0.04158                 | 41.58 × 10−6×M        | M                        |
| aire seco | 0.02504                  | 0.932                 | 0.04158                 | 1.2041 × 10−3         | 28.9644                  |
| agua      | 33.3679                  | 1241.93               | 55.4086                 | 0.99820               | 18.01524                 |
| diamante  | 176.2                    | 6556                  | 292.5                   | 3.513                 | 12.01                    |